# ルワマガナ
ルワマガナ(Rwamagana)は、ルワンダの東部州ルワマガナ郡の州都、郡都である。
ルワマガナは、首都キガリから約50kmに位置し、新しく修繕された道路が東方にタンザニアまで続いている。以前は中心部を流れる交通量が多く、特にタンザニアとの間の貨物輸送があったが、近年はバイパス道路が完成したため、現在は中心部は以前よりも静かである。
この都市は、メインである東西ルートと南に続く分岐の2つの道路に面している。主なマーケットやキガリ銀行は分岐の方にあるが、町の2つのガソリンスタンド、乗合タクシー停車場、郵便局は東西ルートにある。町の西端には、中学校の隣に大きな教会がある。バイパスの東端には新しいコンベンション・センターがある。ルワマガナ郡は、Kigabiro、Muyumbu、Nyakariro、Karenge、Nzige、Gahengeri、Mwurire、Rubona、Gishari、Munyiginya、Muhazi、Gishari、Mushutu及びMunyagaの14の自治体を含む。
近代的な市場と中心的なサービスを持つ5つの主要な商業センターは、Rwamaganaセンター、Karengeセンター、Nyagasambuセンター、Rubonaセンターである。またこの区域には、RWACOF at Karenge、KOPAKABI at Karenge、Muyumbu、Rubonaの4つの大きなコーヒー精製所がある。Muhaziには、PLAGEと呼ばれる大きな町がある。Kigabiroは2番目に大きな町である。